# Turul Franței 2013
Turul Franței 2013 este cea dea 100-a ediție a Turului Franței. Se desfășoară de la 29 iunie până la 21 iulie. Prima etapă a avut loc în Corsica și ultima în Paris.